# Campanula ariana
Campanula ariana är en klockväxtart som beskrevs av Dieter Podlech. Campanula ariana ingår i släktet blåklockor, och familjen klockväxter.
Artens utbredningsområde är Afghanistan. Inga underarter finns listade i Catalogue of Life.